# Cena urzędowa
Cena urzędowa – cena towarów i usług ustalana przez organy administracji państwowej. Stosowana głównie w gospodarkach typu socjalistycznego.

## Ceny urzędowe w PRL
W Polskiej Rzeczypospolitej Ludowej ceny urzędowe ustalała Państwowa Komisja Cen i były one jednolite na obszarze całego kraju. Ceny urzędowe obowiązywały m.in. na masło, mięso i cukier. Były często niższe niż ceny w punktach skupu. Artykuły, na które obowiązywały ceny urzędowe, zwykle nie były dostępne w sklepach, natomiast osiągalne na czarnym rynku.